# Aleksander Sadowski (duchowny)
Aleksander Sadowski (ur. 30 kwietnia 1903 w Kołaczkowie, zm. 22 stycznia 1978) – polski duchowny katolicki działający w  diecezji płockiej, proboszcz parafii w Radzikach oraz Skrwilnie, administrator w Janowie i Drążdżewie.

## Życiorys
Był synem Franciszka i Marianny z Grochowskich. Uczył się w Kołaczkowie, Pałukach i Zielonej, potem w Gimnazjum im. Zygmunta Krasińskiego w Ciechanowie, gdzie otrzymał świadectwo dojrzałości. Po maturze wstąpił do seminarium duchownego w Płocku. Święcenia kapłańskie przyjął 19 czerwca 1932 w bazylice katedralnej płockiej z rąk abpa A. Nowowiejskiego.
Pracę kapłańską rozpoczął od wikariatu w parafii Winnica. Pod koniec sierpnia 1939 otrzymał nominację na probostwo w Radzikach w dekanacie rypińskim, jednak ze względu na wybuch wojny pojawił się tam dopiero 4 października i już po kilku dniach został zmuszony do opuszczenia placówki. Od kwietnia 1940 przebywał w stronach rodzinnych, od 1 czerwca do 1 listopada 1940 pełnił obowiązki administratora parafii Janowo. Po wysiedleniu ludności parafii ks. Sadowski udał się do Przasnysza, gdzie w trudnych okupacyjnych warunkach pomagał miejscowemu duchowieństwu: ks. Józefowi Piekutowi i ks. Kazimierzowi Gwieździe. Od 28 sierpnia 1943 do lutego 1945 pełnił obowiązki administratora parafii Drążdżewo. Był tam szykanowany przez Niemców. Potem wrócił do Radzik i od 2 marca 1945 pełnił tam obowiązki proboszcza.
Od marca 1949 pełnił też funkcję wicedziekana dekanatu rypińskiego. W listopadzie 1954 otrzymał nominację na probostwo w Skrwilnie. Odnowił tam i wyposażył kościół parafialny, jak również kaplicę w Okalewie. Wyróżniony został tytułem kanonika. W listopadzie 1974 zrezygnował z obowiązków proboszcza, mieszkał na plebanii jako rezydent. Pochowany został na cmentarzu w Skrwilnie.